# Història de Cartago

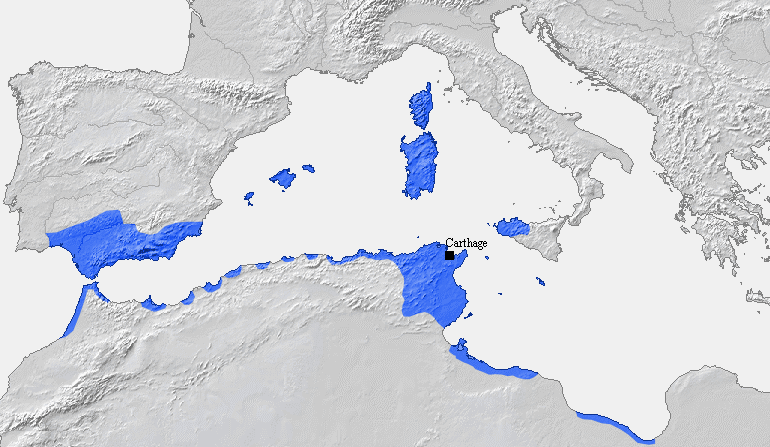
Extensió del territori cartaginès abans de la Primera Guerra Púnica.

L'estudi de la història de Cartago es considera sovint problemàtic. A causa de la seua submissió pels romans després de la Tercera Guerra púnica, han sobreviscut molt poques fonts històriques primàries. S'han preservat algunes traduccions de textos púnics al grec i llatí, així com inscripcions en monuments i edificis a l'Àfrica del Nord; la majoria de fonts primàries sobre la civilització cartaginesa, però, va ser escrita per historiadors grecs i romans, tals com Titus Livi, Polibi, Apià, Corneli Nepot, Sili Itàlic, Plutarc, Cassi Dió i Heròdot. Aquests autors provenien de cultures gairebé sempre rivals de Cartago. Els grecs van disputar amb Cartago la supremacia a Sicília i els romans entraren en guerra contra la ciutat. Per tant, els registres de Cartago escrits per estrangers inclouen un biaix significatiu. Algunes excavacions arqueològiques recents han proveït fonts primàries més fiables, que de vegades contradiuen o confirmen aspectes de la visió tradicional de Cartago creada pels autors antics, però molt del material descobert segueix sent ambigu.
Com totes les factories fenícies, Cartago havia de lliurar un tribut a Tir, com a signe de fidelitat; el declivi de Tir enfront del progrés dels grecs, però, va incitar els cartaginesos a independitzar-se durant la segona meitat del segle vii aC. Un segle i mig després de la fundació de la ciutat, els cartaginesos s'instal·laren a les Balears; després van dominar la part occidental de Sicília, el sud de Sardenya i, en aliança amb els etruscs, expulsaren els grecs de Còrsega. D'aquesta manera, van controlar tot el comerç i la navegació de la Mediterrània occidental i posseïren nombrosos territoris dins i fora d'Àfrica: Mauritània, Numídia, Ibèria, el sud de la Gàl·lia, Sicília, Sardenya i el sud d'Itàlia.
Abans de la Primera Guerra Púnica, Cartago incloïa un territori de 73.000 km² i una població de prop de 4 milions d'habitants. Com en el cas de Roma, la seua enemiga acèrrima, el nom de la ciutat englobava tots els territoris sotmesos sota la seua jurisdicció.

## Antecedents
Cartago fou un dels diversos assentaments fenicis a la Mediterrània occidental que es crearen per facilitar el comerç de les ciutats de Sidó, Tir i altres de Fenícia situades a la costa del que actualment és Síria, Líban i Palestina. Al segle x aC, la franja costanera oriental estava habitada per diverses poblacions semites, que havien creat civilitzacions avançades. El poble que habitava l'actual Líban anomenava la seua llengua canaanita, però fou anomenat "fenici" pels grecs. L'idioma fenici era molt proper a l'antic hebreu de tal manera que aquest últim s'utilitzava sovint com a ajuda per a traduir d'inscripcions fenícies.
Les ciutats fenícies eren molt dependents del comerç terrestre i marítim, i les seues ciutats tenien diversos dels ports més importants de l'àrea. Els fenicis van establir nombroses ciutats colonials al llarg de les costes mediterrànies (des d'Ibèria fins al mar Negre), per tal de proveir d'un lloc de descans a les seues flotes mercants, mantenir un monopoli fenici sobre un recurs natural d'una àrea o per comerciar pel seu compte. Fundaren ciutats per revitalitzar el comerç i pagar el tribut de Tir, Sidó i Biblos, per una successió d'imperis que els van governar i, més tard, per temor d'una total colonització grega d'aquesta part de la Mediterrània. La colonització fenícia inicial va tenir lloc en una època en què altres governs veïns (grecs, hitites, cretencs) passaven per una «edat fosca», potser després de l'arribada dels pobles del mar.

### Extensió de l'assentament fenici
La ciutat més important dels fenicis era Tir, la qual va establir una sèrie de llocs comercials al voltant de la Mediterrània. Amb el temps, els fenicis establiren 300 colònies a Tunísia, el Marroc, Algèria, Ibèria i, en menor mesura, en la costa de Líbia. Més tard, Cartago i diversos altres assentaments es van convertir en ciutats per dret propi. Els fenicis mancaven de població o de necessitat d'establir ciutats autosuficients fora del seu territori i la majoria de les ciutats tenia menys de 1.000 habitants; Cartago i unes altres, però, es van convertir en grans ciutats autosuficients. Els fenicis controlaven Xipre, Sardenya, Còrsega i les Balears, així com possessions menors a Creta i Sicília, i tenien per aquests últims assentaments un conflicte permanent amb els grecs. Els fenicis controlaren tota Sicília per un temps limitat, però aquest control es va circumscriure només a la costa.
Les primeres colònies fenícies van ser fundades per explotar la riquesa mineral d'Ibèria, la costa africana, Sicília, Sardenya i les Balears. El centre del món fenici, Tir, servia de centre econòmic i polític, encara que el seu poder va disminuir després de diversos setges i la seua destrucció per Alexandre el Gran. El lideratge va ser assumit per Sidó i, finalment per Cartago. Cada colònia pagava tribut a Tir o a Sidó, però cap d'aquestes ciutats tenia un control real sobre les colònies. Aquesta situació canvià amb l'ascens de Cartago, perquè els cartaginesos nomenaren els seus propis magistrats per governar els pobles i van retenir un gran control sobre les colònies. Aquesta política tingué com a resultat que moltes colònies ibèriques prengueren partit pels romans durant les guerres púniques.

## Fundació
Cartago fou fundada per colons fenicis de la ciutat de Tir, que hi dugueren la deïtat tutelar de Melcart. L'historiador romà Apià data la fundació de Cartago 50 anys abans de la Guerra de Troia (entre 1244 i 1234 ae, segons la cronologia d'Eratòstenes). Virgili creia que la fundació de la ciutat havia coincidit amb la fi de la Guerra de Troia; és més probable, però, que la ciutat fos fundada entre 846 i 813 ae.

### Llegendes sobre la fundació de Cartago
Segons la tradició, la ciutat va ser fundada per la reina Dido (o Elissa o Elissar), que va eixir de Tir seguint l'assassí del seu espòs, en un intent del seu germà menor, el rei de Tir, de reforçar el seu propi poder. Alguns mites de fundació n'han sobreviscut en la literatura grega i llatina (vegeu Birsa, per exemple).

## Expansió i hegemonia
Els arqueòlegs i historiadors tenen dificultats per distingir entre fenicis i púnics en els llocs de domini feniciopúnic d'ocupació més antiga, en particular, al nord d'Àfrica; aquesta distinció era igualment difícil per als contemporanis del segle VII ae. L'especificació de Cartago es fa, sobretot, a partir dels segles VI ae i V ae.

### Caràcters de l'espai punicofenici de la Mediterrània occidental
L'imperi púnic es considera com una confederació de colònies preexistents, dirigida per la més poderosa d'aquestes, en el moment del declivi de la ciutat fundadora de Tir. Cartago s'hauria encarregat de la seguretat col·lectiva i la política exterior i comercial d'aquesta comunitat.
L'absència de fonts escrites entre la fundació de la ciutat i la segona meitat del segle vi aC duu a una dependència de les fonts arqueològiques, difícils d'interpretar. La qüestió de l'imperialisme de Cartago ha estat objecte d'apassionats debats. Alguns historiadors, com Yann Li Bohec, n'afirmen l'existència, encara que haja tingut un període d'alentiment. El control cartaginés de les ciutats fenícies de la conca mediterrània occidental data del segle vi aC, encara que els diferents components de l'espai púnic semblen haver gaudit una gran autonomia, particularment en termes de política comercial. Les possessions africanes de Cartago haurien viscut particularment malament l'explotació de mà d'obra amb finalitats agrícoles, ja que les fonts es fan ressò de revoltes brutals. Els episodis referents a Sardenya evoquen igualment un rebuig al poder púnic.
Malgrat el seu poder, l'espai púnic apareix, en la vespra de les guerres púniques, mancat de coherència geogràfica i amb feblesa territorial, a més de dependre d'un exèrcit mercenari de fidelitat aleatòria.

### Colònies

#### Colonització de Sardenya

Mapa de l'antiga Sardenya, amb la localització dels seus diferents ocupants

Les primeres instal·lacions fenícies de Sardenya es daten de la fi del segle IX ae, com testimonia l'estela de Nora. Les relacions amb els sards de cultura nuràgica foren a voltes difícils, en particular pel que concerneix la integració d'elements culturals exògens. L'elecció dels llocs d'instal·lació a l'illa pels colonitzadors, però, van seguir els passos dels seus precursors. D'altra banda, la implantació cartaginesa data de la fi del segle VI ae, en particular, del lloc del Mont Sirai, que reflecteix la importació de models de fortificacions orientals.
L'illa va ser el vaixell almirall dels fenicis des de finals del segle IX ae. Però a mitjan segle vi aC va veure la derrota de Malco davant la població indígena. La victòria d'Alalia confirmà la implantació cartaginesa a l'illa, que es va beneficiar dels tractats entre Roma i Cartago, i l'accés a Còrsega.
Entre els segles V ae i III ae, els cartaginesos van erigir una sèrie de fortificacions, que permeteren la conquesta completa de l'illa. Els descobriments arqueològics «revelen una homogeneïtat cultural» per tot el territori sard, la qual cosa indica la força de la implantació púnica, excepte en la part nord-est, deixada sens dubte voluntàriament a la població originària.

#### Colonització de Malta
L'arxipèlag de Malta conegué una antiga civilització des del calcolític. Amb el declivi de Fenícia pels cops d'assiris i babilonis, va passar sota control de Cartago el 480 ae. Fou llavors una colònia important per a la lluita que els cartaginesos van emprendre contra els grecs, i després contra els romans.
Segons Jacques Godechot, és probable que l'arxipèlag tingués un paper important en el comerç amb les Illes britàniques i les de Cap Verd, com a dipòsit de mercaderies i drassana. Les restes fenícies es remunten al segle viii aC, amb la presència de necròpolis. La cohabitació amb la població originària és igualment visible en els temples, com el de Tas Silg.

#### Possessions cartagineses a Sicília

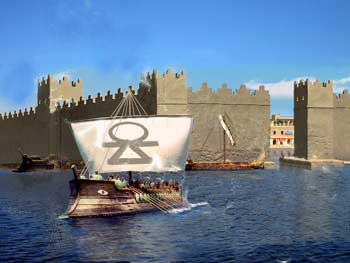
Reconstrucció d'un navili deixant el cothon de Motyé

D'altra banda, Sicília va ser freqüentada pels fenicis des dels segles XII ae-XI ae. La instal·lació fenícia als centres urbans, després d'una fase de precolonització, data de la segona meitat del segle viii aC o del segle VII ae, almenys, a Motyé.
La presència púnica tenia una finalitat comercial, abans que d'ambició territorial, encara que s'han trobat indicis d'activitat industrial. A més, les possessions púniques no s'organitzaren de manera centralitzada.
La situació de Sicília és complexa: grecs i cartaginesos se'n disputen la possessió des del segle v aC. Les seues relacions, però, sovint van ser positives. Tucídides esmenta una disminució de les colònies cartagineses en diversos punts, inclosa Motyé, en el moment de l'arribada dels grecs; aquesta ciutat havia estat fundada al segle vi aC, abans de l'empresa cartaginesa, a l'oest de l'illa.

#### Possessions a la Ibèria continental

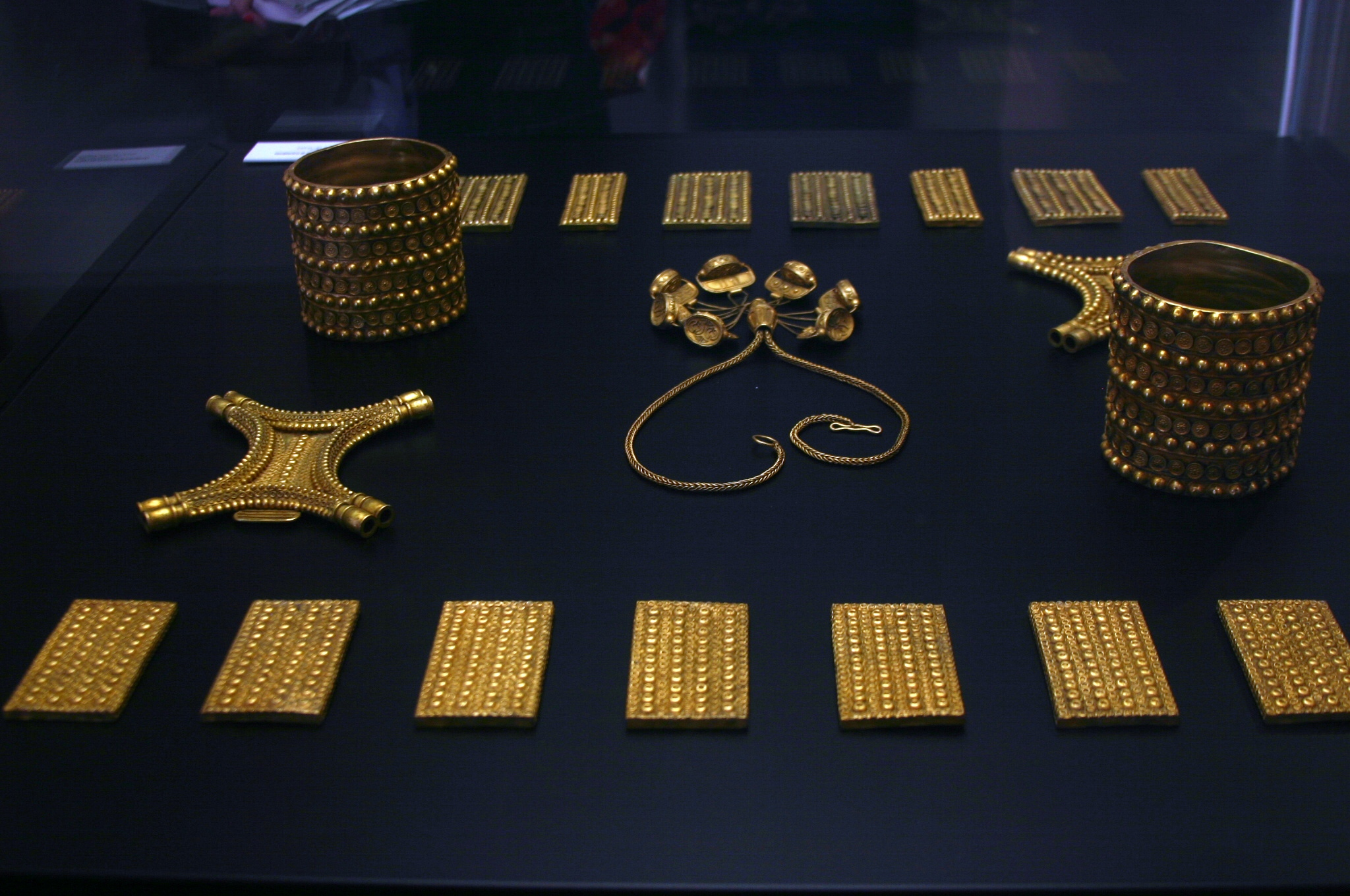
Tesoro del Carambolo, testimoniatge del moviment orientalitzant de la trobada entre fenicis i la civilització de Tartessos (segle VII ae), Museu Arqueològic Nacional (Madrid)

La península Ibèrica fou afectada per la colonització fenícia de manera precoç; la fundació de Gades, «la colònia fenícia més important d'Occident» per a Maria Eugènia Aubet, està datada, segons la tradició literària (especialment, Gai Vel·lei Patercle) al 1100 ae. L'arqueologia demostra una presència oriental important a Andalusia oriental al voltant dels anys 750 ae-550 ae, amb apogeu al segle VII ae. La població de l'antiga civilització de Tartessos es va barrejar amb els fenicis als segles VIII ae i VII ae, en un moviment d'aculturació, i es considera orientalitzant, tant en aspectes materials com socials.
La colonització tenia com a finalitat l'acostament a les mines, com les de plata, per augmentar la prosperitat fenícia. El temple principal de Gades, consagrat a Melcart, va tenir un paper religiós i econòmic durant tota l'antiguitat. Els establiments fenicis d'Ibèria conegueren una crisi al segle vi aC, seguida pel període púnic (segles VI ae- III ae), caracteritzat per les aportacions culturals de Cartago, religioses, i urbanes. Després d'una intervenció al segle vi aC, els cartaginesos es van assentar a Ibèria, en el context de la concurrència amb els foceus de Massalia. En època púnica, Gadir conserva llaços amb Tir. La presa de possessió n'és sistemàtica a partir del segle iii aC, amb la família Bárcida.

#### Colonització d'Eivissa

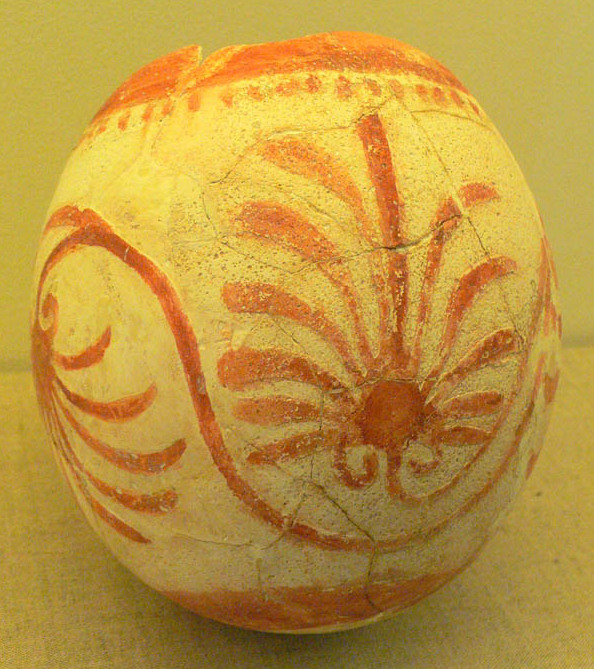
Ou d'estruç pintat, element de la necròpoli del Puig des Molins. Museu del Puig des Molins, Eivissa

Eivissa té una situació privilegiada per al comerç cap al nord-est mediterrani, i per la qualitat portuària de la seua badia. Deshabitada al principi, s'hi instal·là una colònia de Gadir al segle VII ae.
Segons Diodor de Sicília, va ser presa el 654 ae per Cartago, la qual cosa la faria colònia pròpiament púnica, però la qüestió no està resolta pels descobriments arqueològics. La important necròpoli del Puig des Molins pot pertànyer, tant al món fenici com al púnic. Maria Eugènia Aubet considera que l'illa no s'integra a l'espai púnic fins a la segona meitat del segle vi aC. La identificació és també problemàtica pel fet de la naturalesa funerària de la documentació arqueològica.
Eivissa i les Balears proporcionen una unitat d'elit a l'exèrcit de Cartago: els foners balears, des del segle iv aC. Els segles V ae-II ae són un període d'apogeu per a l'illa, una fase de colonització intensa als segles V ae- IV ae, seguida d'una irradiació comercial en gran part de la Mediterrània occidental a partir del segle iii aC. L'ocupació romana no va posar fi a la difusió de la civilització púnica.

### Expansión a l'Àfrica
La presència fenícia a l'Àfrica del Nord és precoç, com testifica la tradició relacionada amb Útica; encara que Cartago pren possessió de les colònies fenícies al segle vi aC, la seua expansió territorial és ací tardana, i es relaciona amb la derrota d'Hímera al 480 ae. M'hamed Hassine Fantar data aquesta preeminència del segle VII ae.
La presa de control es limita per llarg temps a instal·lacions costaneres, les «escales púniques». Aquests espais, situats entre trenta i quaranta quilòmetres, han estat assenyalats al territori actual d'Algèria per Pierre Cintes, en particular el lloc de Tipaza. Algunes instal·lacions provenen d'altres situades a Andalusia, en particular Rachgoun, des del segle VII ae.
A partir de 480 ae, Cartago es llança a la conquesta d'una zona d'influència, els detalls de la qual són desconeguts. Així mateix, el segle v aC veurà el final del tribut retut al poder africà originari.

## Primeres rivalitats i tractats

### Rivalitat amb els foceus
Els foceus, des del principi de la seua presència al Mediterrani occidental, són competidors dels interessos punicofenicis, per la seua voluntat de desenvolupar el comerç dels metalls. La colonització fòcia fundà Marsella cap al 600 ae, instal·lació contra la qual sembla haver lluitat Cartago. Els foceus, instal·lats després a Aleria (Còrsega) cap al 565 ae, subsisteixen per actes de pirateria i amenacen els interessos dels aliats etruscs i púnics. La batalla d'Aleria al 540 ae oposa els foceus de Marsella als dos aliats, i conclou amb l'estabilització de les zones d'influència a la regió.
Aquesta batalla naval és coneguda pel relat d'Heròdot, però l'arqueologia ha desmentit que el lloc fos abandonat pels grecs: una població grega s'hi va mantenir, amb presència púnica a la fi del segle iii aC, poc abans de l'ocupació romana després de la Primera Guerra Púnica.

### Tractats amb Roma
Les relacions amb Roma són cordials al principi, amb la signatura d'un tractat a la fi del segle vi aC, que es renova el 348 ae, 338 ae, 306 ae i 279 ae.
El 509 ae, Roma i Cartago signen el tractat que divideix les àrees d'influència i de comerç entre les dues ciutats. El text, conegut per Polibi, és la primera font que indica que Cartago ha conquistat part de Sicília i Sardenya, on sembla exercir un monopoli comercial. Els romans i els seus aliats no podien anar més enllà del «Cap Bon», tret d'excepcions.

## Guerres contra els grecs

### Guerres sicilianes

#### Primera Guerra de Sicília

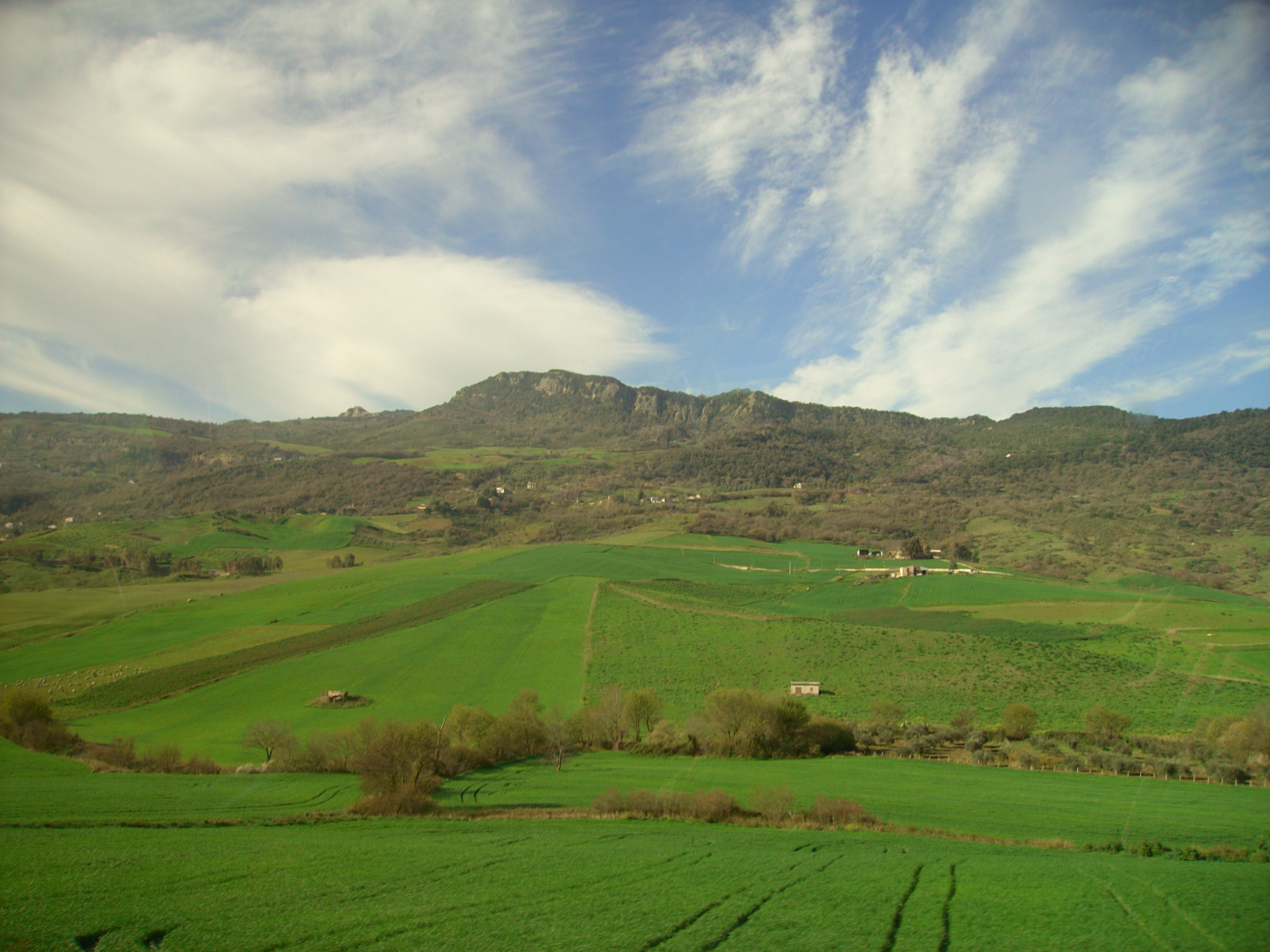
Paisatge típic de Sicília

Sicília, a les portes de Cartago, esdevé escenari de les guerres sicilianes. Des de temps enrere, grecs i fenicis es disputen aquesta illa estratègica i estableixen nombroses colònies a la seua costa. Hi ha, per tant, segles de conflictes locals entre ells. Al 480 ae, Geló, tirà de Siracusa, tracta d'unificar l'illa sota el seu domini: ataca a Teril·le, aliat de Cartago, instal·lat a Hímera.
Cartago sent l'amenaça i, amb l'aliança de l'Imperi aquemènida, declara la Primera Guerra siciliana als grecs: hi envia tropes sota el comandament del general Hamílcar Magó. Segons les fonts tradicionals, disposava de 300.000 soldats, encara que aquesta xifra pot ser exagerada.
En ruta cap a Sicília, el general sofreix pèrdues pel mal temps. Després d'arribar a Panormus, és derrotat en la batalla d'Hímera el 480 ae, i mor en combat o se suïcida.

#### Segona Guerra siciliana
Cap al 410 ae, Cartago s'ha refet dels revessos militars, ha conquistat gran part de l'actual Tunísia, i ha fundat noves colònies al nord d'Àfrica. També sosté les expedicions d'Hannó el Navegant a la costa africana, i d'Himilcó a l'oceà Atlàntic. Durant aquest període, les colònies de la península Ibèrica es rebel·len i tallen el subministrament d'argent i coure.
El 409 ae, Anníbal Magó embarca amb les seues tropes, a la conquesta de Sicília. Arriba a envair ciutats menors, com Selinunte i Hímera, abans de tornar triomfalment a Cartago, amb el botí. Però l'enemic principal, Siracusa, no ha estat tocat i, el 405 ae, Anníbal emprén una segona expedició, amb intenció d'apoderar-se de tota l'illa. Aquesta vegada troba resistència. Després del setge d'Agrigent, les forces cartagineses són delmades per una epidèmia de pesta, de la qual també és víctima Anníbal. El seu successor, Himilcó, conquesta Gela, i venç Dionís I de Siracusa, que es veu obligat a signar la pau.

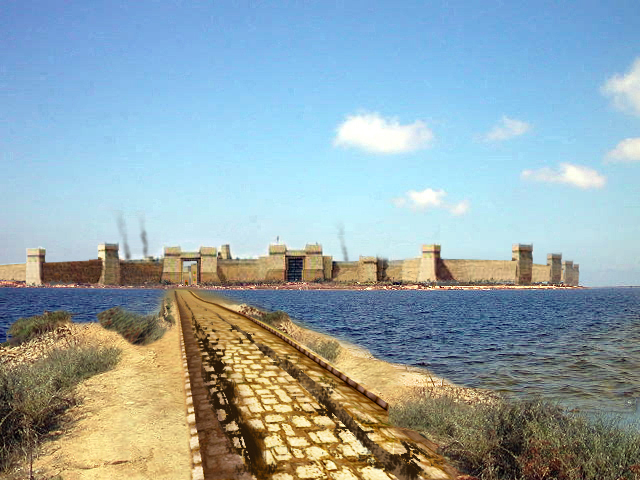
Reconstrucció de l'illa fortificada de Motyé, amb el camí d'unió amb terra ferma, presa per Dionís de Siracusa el 398

Zones d'influència a la Mediterrània occidental al 348 ae

#### Tercera Guerra siciliana

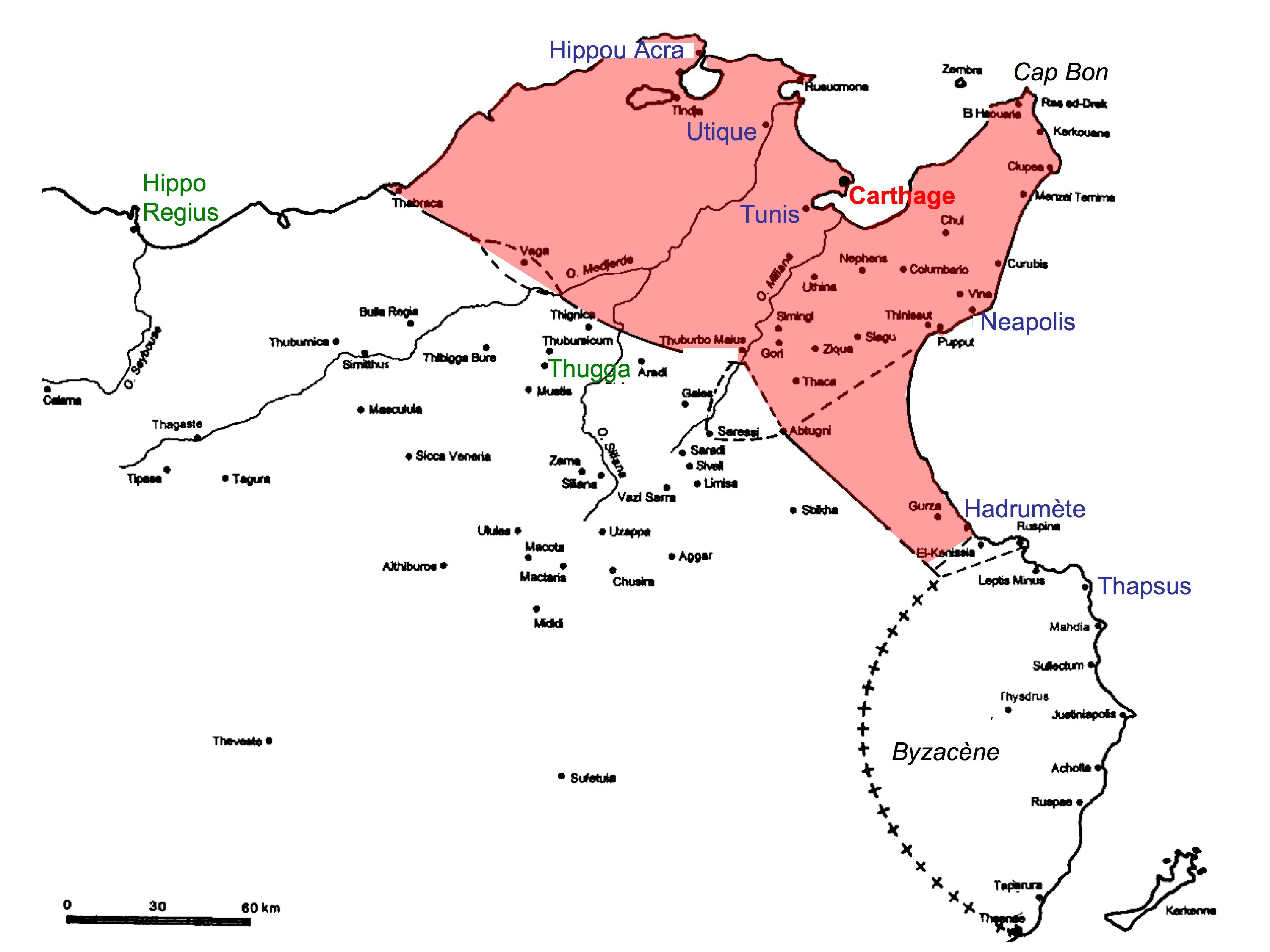
Mapa de la Tunísia púnica en el moment de l'expedició d'Agàtocles

El 315 ae, el tirà de Siracusa Agàtocles s'apodera de Messina i, el 311 ae, envaeix les últimes factories cartagineses de Sicília, i posa setge a Agrigent.
Hamílcar Giscó dirigeix la resposta cartaginesa amb èxit: pren el control pràcticament de tota Sicília al 310 ae, i assetja Siracusa. A la desesperada, Agàtocles mana una expedició en secret a Àfrica, contra Cartago, que resulta victoriosa, i obliga a Cartago a retirar la major part del seu exèrcit per enfrontar-s'hi.
L'exèrcit d'Agàtocles és abatut el 307 ae, a conseqüència de la defecció dels seus aliats libis, però ell aconsegueix escapar a Sicília, on negocia la pau, que conserva l'estatut de Siracusa de plaça forta grega.

### Guerra de Pirros

Àrees d'influència al Mediterrani occidental el 306 ae

Entre 280 i 275 ae Pirros del'Epir va emprendre dues expedicions destinades a acréixer la influència del Regne de Macedònia a la Mediterrània occidental. La primera va ser dirigida contra la República romana, al sud d'Itàlia, i la segona contra l'estat púnic a Sicília.
Pirros envia una forta avantguarda de tres mil infants, sota el comandament de Cinaeus de Tàrent ; el gruix de l'exèrcit travessa la península grega, i es reuneix amb l'avantguarda a Tàrent.
En el curs de la campanya d'Itàlia, Pirros rep enviats de les ciutats sicilianes d'Agrigent, Siracusa, i Leontins, que demanen ajuda per enderrocar el poder cartaginés. Pirros accepta, i reforça les ciutats sicilianes amb 23.000 soldats, vint elefants de guerra, i dues-centes naus.

Guerra de Pirro a Itàlia

Al principi, la guerra de Pirros a Sicília contra Cartago va ser un èxit, ja que va fer retrocedir les forces cartagineses i es va apoderar de la ciutat fortalesa d'Eryx, encara que va haver de renunciar a Lilibèon. Després Cartago tracta d'emprendre negociacions de pau, i proposa conservar només Lilibèon. Pirros no accepta, més que a condició que Cartago renuncie a tota Sicília, mentre que el seu setge a Lilibèon fracassa. Segons Plutarc, Pirros projecta atacar Cartago, i comença a preparar una expedició. Però el seu tractament implacable de les ciutats sicilianes fa que cresca l'hostilitat dels grecs, i es veu obligat a abandonar Sicília cap a la Itàlia meridional el 276 ae.
Les seues expedicions a Itàlia no reben victòries decisives, i Pirros es retira a l'Epir. Això porta a la situació de statu quo de Cartago. Per a Roma, el fet que Pirros no haja pogut defensar les colònies de la Magna Grècia significa que entraran en la seua esfera d'influència, que s'estendrà a tota la península Italiana.

## Guerres púniques

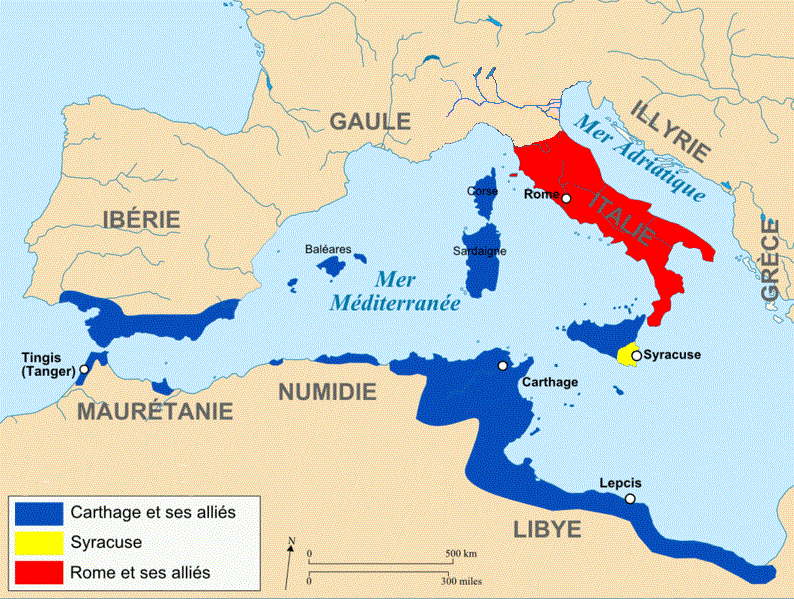
Territoris romà, siracusà i cartaginés la vespra de la Primera Guerra Púnica

La lluita entre Roma i Cartago s'amplia amb el creixement de les dues ciutats. Les tres guerres púnique posaren Roma a punt de caure, però van concloure amb la destrucció de Cartago al 146 ae, després d'un setge de tres anys.

### Primera Guerra Púnica (264-241 ae)

Extensió del territori cartaginés al 279 ae, abans de la Primera Guerra Púnica, període de màxima extensió territorial

El conflicte entre Roma i Cartago esclata després de llargs anys de tractats. S'estén entre els 264 i 241 ae i fou un conflicte essencialment naval i de lluita d'influències a Sicília. El principal problema és la possessió de l'estret de Messina. Els cartaginesos ocupen la ciutat de Messina, presa pels mercenaris mamertins al 288 ae.
En lluita contra Hieró II, els mamertins demanen ajuda a Cartago, i després es tornen cap a Roma. Aquesta última considera la demanda com una submissió, i no pot desinteressar-se de Messina, propera a les ciutats gregues d'Itàlia, que acaben de posar-se sota la seua protecció. Appi Claudi Caudex travessa l'estret i pren per sorpresa la guarnició púnica de Messina, la qual cosa desencadena la guerra. A continuació d'aquest revés, el govern de Cartago reuneix les seues tropes a Agrigent, però els romans, dirigits per Claudi i Mani Valeri Màxim, s'apoderen de les ciutats de Sisak i Agrigent, després d'un setge de set mesos. A Agrigent, els cartaginesos aconsegueixen fugir. Moltes ciutats sicilianes opten per l'aliança romana, i Cartago concentra les forces en certs punts, mantenint en escac les forces romanes. Les batalles navals, que donen avantatge a Cartago un temps, s'equilibren a partir de la invenció romana del corb, sistema d'abordatge emprat per primera vegada al 260 ae, en la batalla de Miles, guanyada pel cònsol romà Gai Duïl·li. A més, els romans, dirigits per Marc Atili Règul, porten una expedició a Àfrica, a la regió del cap Bon, el 256 ae.
Els cartaginesos recluten llavors mercenaris d'Esparta, com Xantip. Després d'un combat, Règul és fet presoner. Alguns escriptors tardans afirmen que fou enviat a Roma a demanar condicions de pau inacceptables, i va tornar a Cartago per sofrir el martiri, però aquesta llegenda és falsa, segons Serge Lancel.
Roma tracta en va de prendre avantatge en el mar, mentre la guerra terrestre prossegueix a Sicília. El lloc de Lilibèon fou un fracàs per als romans. La guerra dura vint anys més, sense cap enfrontament decisiu, fins a la batalla de les Egusses, el 241 ae, amb la definitiva derrota cartaginesa, i la seua expulsió de Sicília. Les condicions de pau són fixades pel Tractat de Lutaci.

### Primera entreguerra (241-218 ae)

#### La Guerra dels mercenaris

Etapes de la Guerra dels mercenaris (241-238 ae)

Després d'abandonar Sicília als romans, Cartago ha de reprimir una revolta dels seus mercenaris el 241 ae, principalment spendis i campanis, dirigits pel libi Mató. Giscó repatria des de Sicília l'exèrcit, per grups de mercenaris i libis. El Senat de Cartago havia tractat, per mediació d'Hannó, de discutir el muntant de la soldada deguda, i va reunir els mercenaris a Cartago, i després a Sicca. Els rebels, libis i campanis, segons Polibi, amenacen l'estat i obtenen els salaris.
Les seues demandes suplementàries, però, bloquegen la situació. La guerra és dura, com una guerra civil, a causa del marcat caràcter africà. Les ciutats africanes donen suport majoritàriament als rebels, i els proveeixen de tropes.
Hamílcar Barca s'alia amb els númides, i usa la diplomàcia per suscitar defeccions en el camp adversari. En resposta, els rebels torturen i maten Giscó i centenars de cartaginesos. Finalment són aixafats per Hamílcar en l'anomenat congost de la serra. Spendios i Mató són crucificats.
En ocasió d'una revolta indígena, Roma intervé, en flagrant violació del tractat de pau, i es perd Sardenya el 238-237 ae. Cartago vol reaccionar, però davant la voluntat romana de reprendre la guerra, es veu obligada a acceptar el fet consumat. Poc després, els romans també prenen possessió de Còrsega. El 218 ae, Cartago perd també Malta.
L'esdeveniment ha passat a la posteritat, gràcies al lloc que ocupa en la novel·la de Gustave Flaubert, Salambô (1862), que segueix fidelment el relat de Polibi.

#### La Ibèria bàrcida
La família dels Bàrcides conquesta un principat en el sud-est d'Ibèria, a partir d'antigues possessions fenícies. El desplegament púnic en la península Ibèrica tenia per objectiu compensar les pèrdues de Sicília i Sardenya, i prendre possessió d'importants zones mineres. Al final de la Primera Guerra Púnica, Hamílcar Barca decideix prendre possessió de les mines ibèriques i, sobretot, d'obtenir una base territorial a Ibèria, a fi de resistir els romans.
Les mines permeten ajudar al pagament de la indemnització de guerra deguda a Roma. El 226 ae, el tractat de l'Ebre signat entre Hasdrúbal el Bell (gendre d'Hamílcar) i Roma prohibeix als cartaginesos franquejar el riu en armes. El 219 ae, el setge de Sagunt, ciutat aliada de Roma, desencadena la Segona Guerra púnica.

### Segona guerra púnica (218-202 ae)

Ruta de la invasió d'Anníbal

La Segona Guerra púnica té com a punt culminant la campanya d'Itàlia: el general Anníbal Barca, de la família dels Bàrcides, travessar els Pirineus i els Alps amb els seus elefants. Renuncia, però, a entrar a Roma. El pretext de la guerra va ser Sagunt per als cartaginesos. Una ambaixada romana a Cartago només va poder comprovar l'aprovació de la ciutat de l'actuació del bàrcida a Ibèria i, per tant, del conflicte entre les dues potències. L'expedició d'Anníbal comença el 218 ae, amb un exèrcit de 90.000 infants, 12.000 genets, i 37 elefants. Travessa la Gàl·lia, evitant els aliats de Roma a la regió, i fins i tot aconsegueix la incorporació de certs pobles gals. Travessa els Alps per un camí allunyat del mar, a fi d'evitar les legions romanes, encara que perd la major part dels elefants, i nombrosos soldats, de manera que només arriben a Itàlia uns 20.000 soldats d'infanteria, i 6.000 genets. El descens per Itàlia és una successió de victòries fulminants: Batalla del Ticino, Batalla del Trèbia, Batalla del llac Trasimé. Després d'aquesta última, Anníbal deixa partir els aliats italians, per dividir el camp adversari, i renuncia a prendre la ciutat. Roma nomena dictador Quint Fabi Màxim, però sofreix una nova derrota en la batalla de Cannes, per la superioritat tàctica cartaginesa.

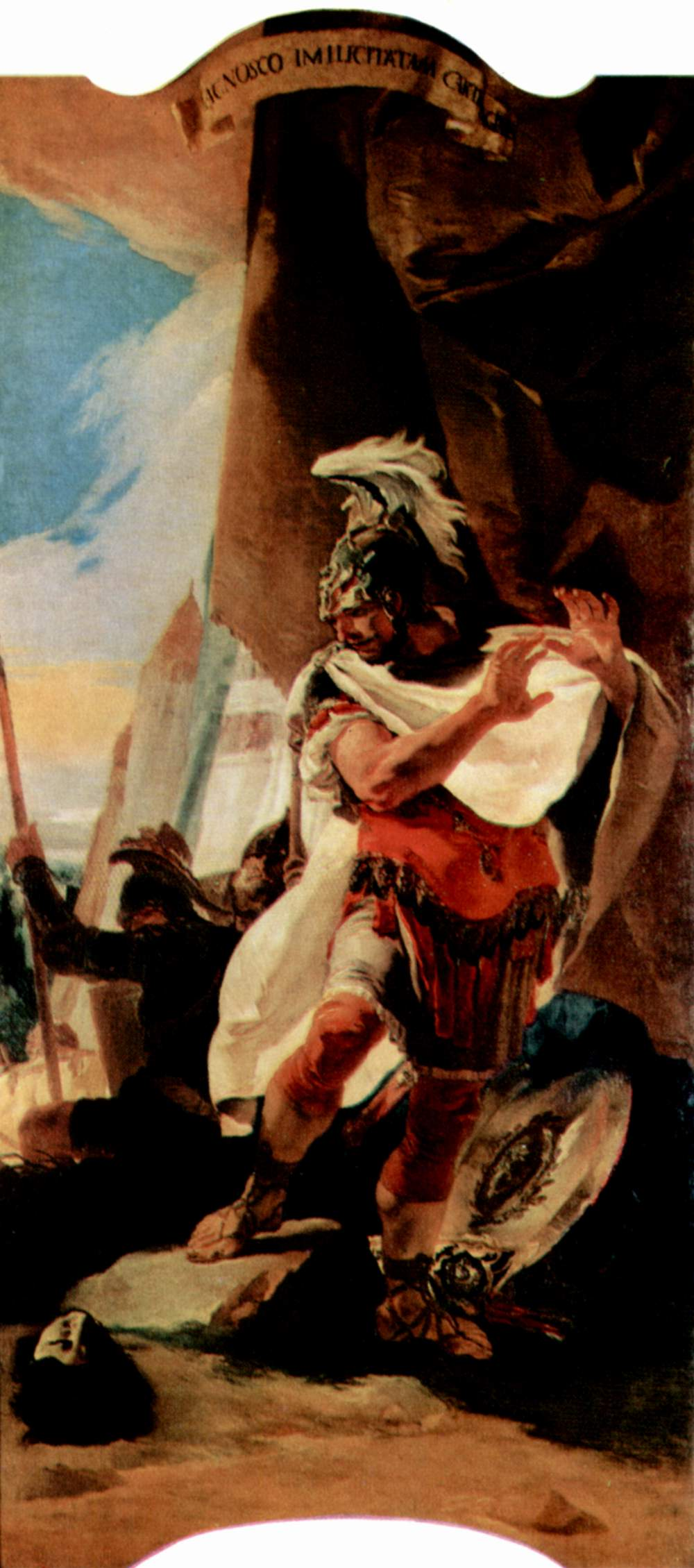
Anníbal, mirant el cap d'Àsdrubal, de Giambattista Tiepolo, 1725, Kunsthistorisches Museum de Viena

Però la superioritat numèrica està del bàndol romà, atès que 70.000 soldats resisteixen sobre el terreny, mentre que els cartaginesos van perdent efectius, sense possibilitat de reemplaçar-los, en fracassar l'arribada de reforços des d'Ibèria. Els dubtes d'Anníbal permeten reorganitzar-se als romans. Anníbal centra ara els esforços en el terreny diplomàtic, primer amb Filip V de Macedònia, per obrir un segon front, i després amb els aliats italians de Roma, prometent-los la independència. A poc a poc va canviant el curs de la guerra. Els romans s'asseguren la fidelitat de les ciutats i fan retrocedir Anníbal al centre i sud d'Itàlia.
El front s'obri a Ibèria, al 218 ae, amb una successió de victòries i revessos de Roma, després de la intervenció d'Escipió l'Africà, que pren Carthago Nova el 209 ae. Àsdrubal Barca ix a la trobada del seu germà, però mor el 207 ae en la batalla del Metaure, i elimina així tota esperança de reforços per a Anníbal.
Escipió signa la pau amb Filip V el 206 ae, i aprofita els canvis de bàndol de Sifax i Masinissa a Àfrica per atacar la rereguarda de Cartago. És llavors quan porta la guerra a l'Àfrica, el 204 ae, contra Sifax, que havia tornat a l'aliança púnica, però fracassa a Útica. El 203 ae. venç a Àsdrubal Giscó i Sifax en la batalla dels Grans planes. Les converses de pau subsegüents no donen fruit, i la guerra continua amb la batalla de Zama el 202 ae, que segella la derrota de Cartago.
Cartago perd la totalitat de les seues possessions ibèriques i la seua flota, excepte deu naus, amb prohibició de tota remilitarització, i d'emprendre cap guerra sense permís de Roma. Anníbal fuig, i es refugia a Hadrumeto (Sussa). La indemnització de guerra és de 10.000 talents.
Malgrat això, no tots els romans queden satisfets, ja que la ràpida recuperació econòmica del seu rival, que demana pagar en deu anys les indemnitzacions previstes per a cinquanta, confirma l'amenaça potencial dels púnics. Impulsats pel temor de tornar a enfrontar-se amb Cartago, els romans decideixen seguir la famosa sentència de Cató el Vell: «Carthago delenda est» (Cartago ha de ser destruïda).

### Tercera Guerra púnica. Destrucció de Cartago
La Tercera Guerra púnica (149-146 ae) es desencadena per una ofensiva romana a l'Àfrica que desemboca en la destrucció de Cartago, després d'un setge de tres anys.

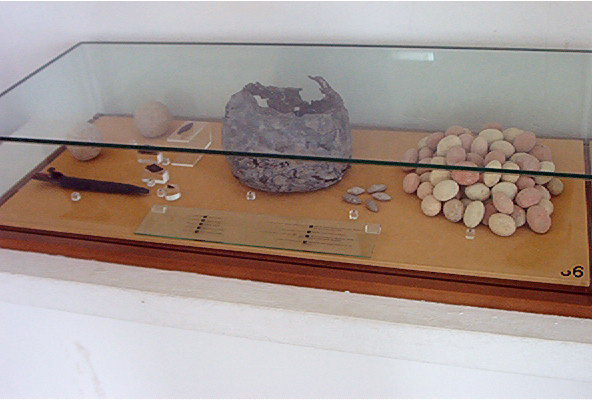
Vitrina amb elements del setge de Cartago. Museu Nacional de Cartago

Cartago, que havia assolit certa prosperitat econòmica entre 200 i 149 ae, es veu obligada a violar el tractat de 201 ae amb Roma, a causa dels continus atacs de Masinissa, que porten a una guerra contra Numídia. El 151 ae es paga l'última indemnització de guerra a Roma, però, en els anys següents, Cartago sofreix les intrusions de Masinissa a la regió de les Grans planes, sense que Roma hi faci res. El 150 ae, Cartago decideix contraatacar per frenar l'expansió númida. És el casus belli esperat per Roma, que decideix enviar-hi tropes. El setge de Cartago es perllonga des de 149 fins a 146 ae. Després de donar 300 ostatges, Cartago rep les exigències de Roma: ha de lliurar les armes i màquines de guerra. A més, els púnics han d'abandonar la ciutat, i instal·lar-se lluny del mar.
Els cartaginesos rebutgen les condicions i es preparen per a l'assalt final. Els cònsols Censorí i Manili fracassen contra el sistema defensiu de la capital, fins que el comandament passa a Escipìó Emilià el 147 ae, que aconsegueix la victòria.

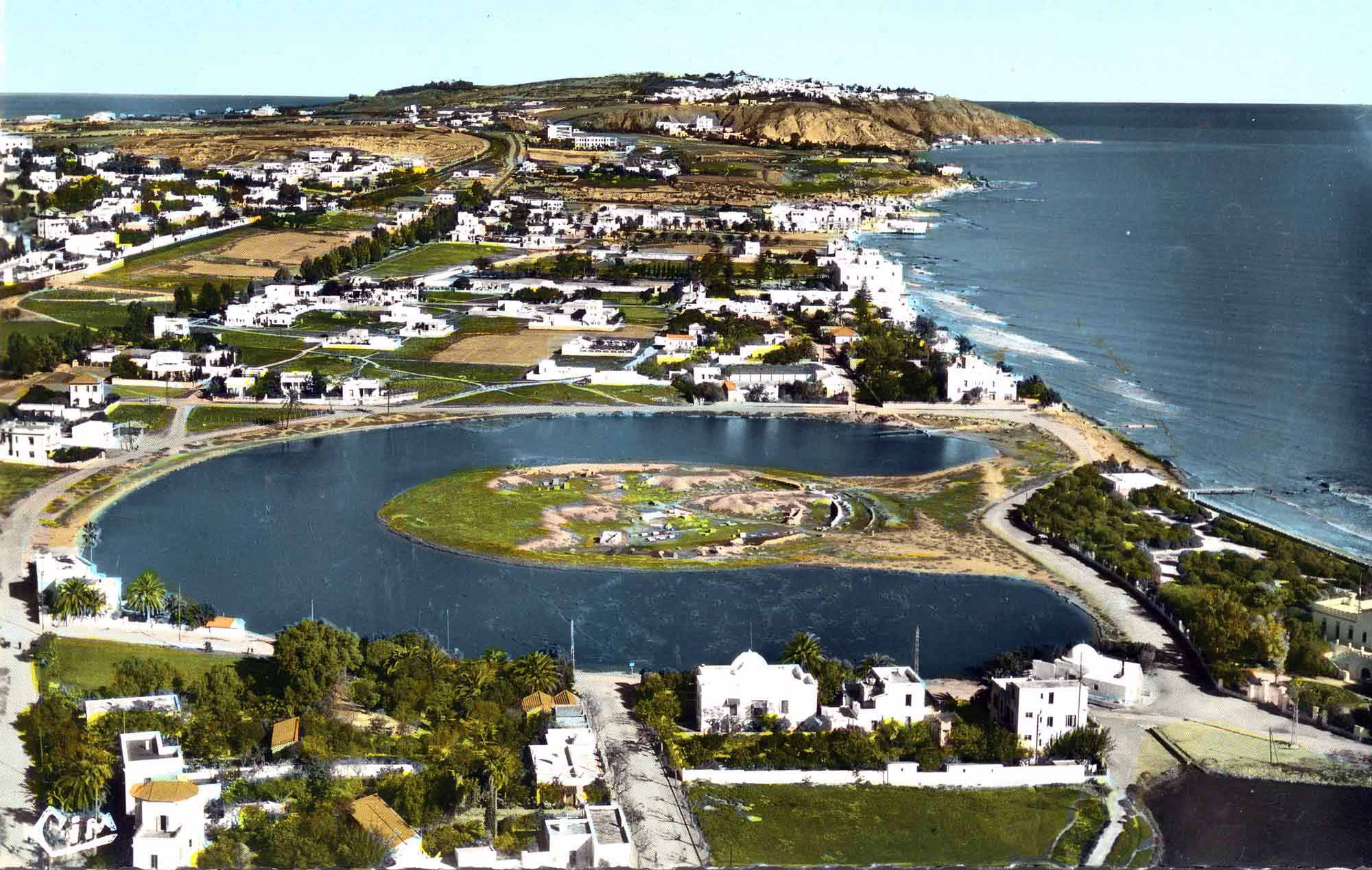
Zona dels ports púnics de Cartago, lloc de partida de l'ofensiva final

El setge acaba amb l'assalt final el 146 ae, seguit de la total destrucció de la ciutat. Els soldats romans van de casa a casa, assassinant o esclavitzant la població; els testimoniatges sobre la guerra assenyalen una crueltat especial. Al voltant de 50.000 persones són fetes esclaves.
La caiguda i incendi de la ciutat duren dèsset dies. Esborrada del mapa, només en queden runes, i el seu territori és declarat sacer (maleït). Al segle xx, una teoria indicava que els romans van sembrar de sal les terres de Cartago, per impedir-ne el cultiu, però aquesta teoria ha estat desmentida.

## Cartago romana

Localització de la província romana d'Àfrica

El final de la Tercera Guerra púnica marca l'establiment de la província romana d'Àfrica, amb una superfície de 25.000 km², protegida de les veleïtats númides per la fossa regia. Després de l'extermini de Cartago, el seu rival, Útica, aliada dels romans, esdevingué la nova capital de la província, i centre econòmic i polític de la regió.

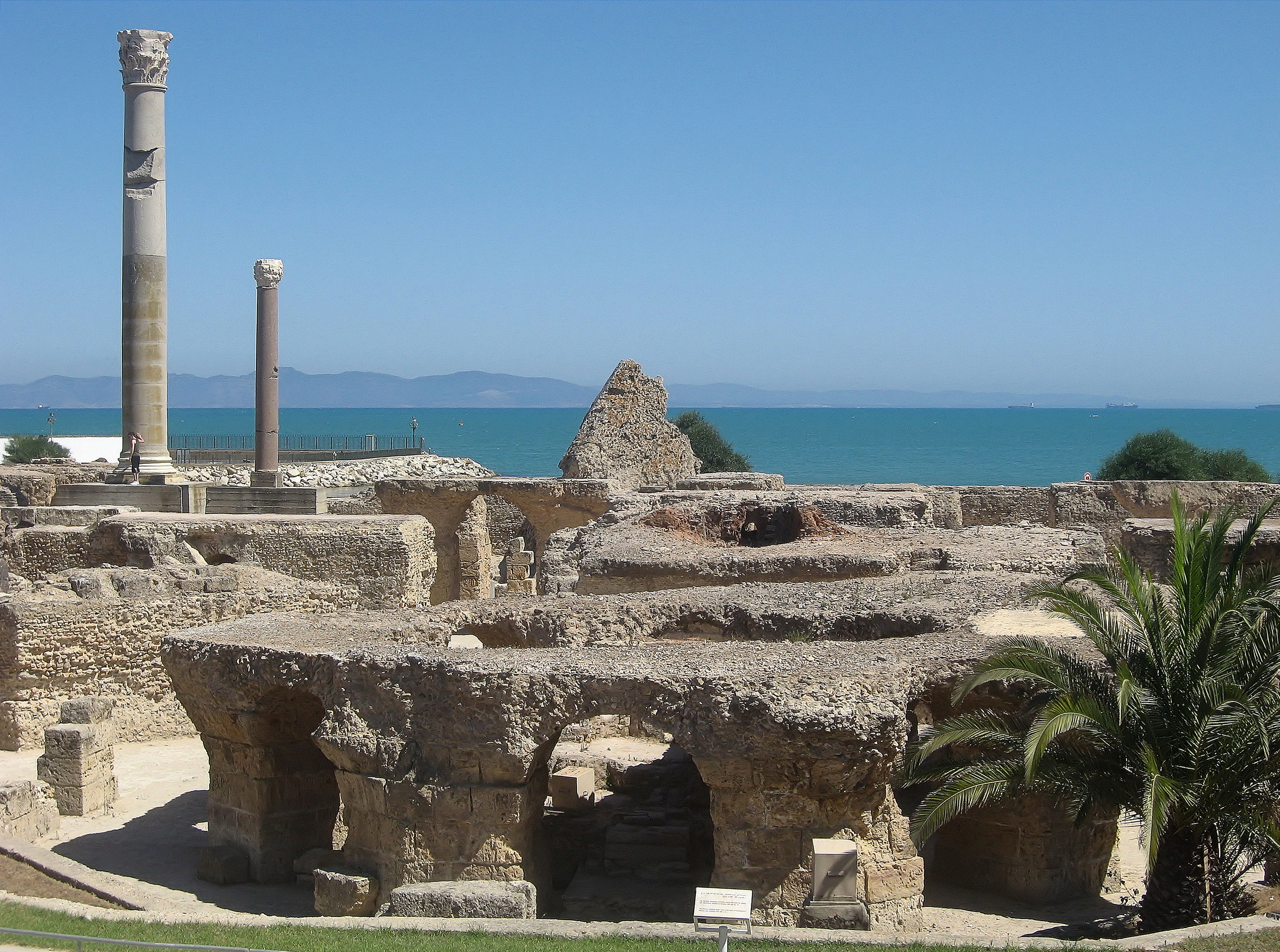
Ruïnes de les termes d'Antoní a Cartago

Encara que els Gracs, en particular Gai Semproni Grac, hi tractà d'establir una colònia romana de veterans al 122 ae, amb el nom de Colonia Junonia Carthago, la temptativa fracassa.
Més tard, Juli Cèsar declara que Cartago s'hauria de reconstruir, però el seu assassinat en els idus de març de 44 ae frustra el pla. La reconstrucció n'és obra d'August al 29 ae, i la nova ciutat pren el nom de Colonia Julia Carthago. Aquesta nova Cartago té com a objectiu polític promoure la romanització del nord d'Àfrica, regió alhora libiconumídia i púnica, com il·lustren les primeres construccions públiques.
Aquesta colònia es dota d'un vast i ric territori, que integra antigues ciutats africanes, com Dougga, on s'instal·len veterans romans. La ciutat esdevé capital administrativa de la província de l'Àfrica proconsular, i seu del procònsol. Va ser assignada al Senat, ja que es considerava pacificada. A la ciutat, però, s'estacionà una cohort romana per assegurar el manteniment de l'ordre i el poder del procònsol. La calma s'hi va mantenir de manera continuada, des de finals del segle i, fins a mitjan segle III. Amb Septimi Sever, Cartago veu disminuir el seu territori, ja que les ciutats que la componen accedeixen a l'autonomia municipal. En contrapartida, obté el ius italicum, privilegi fiscal, del qual també es beneficien altres ciutats africanes, com Útica i Leptis Magna.

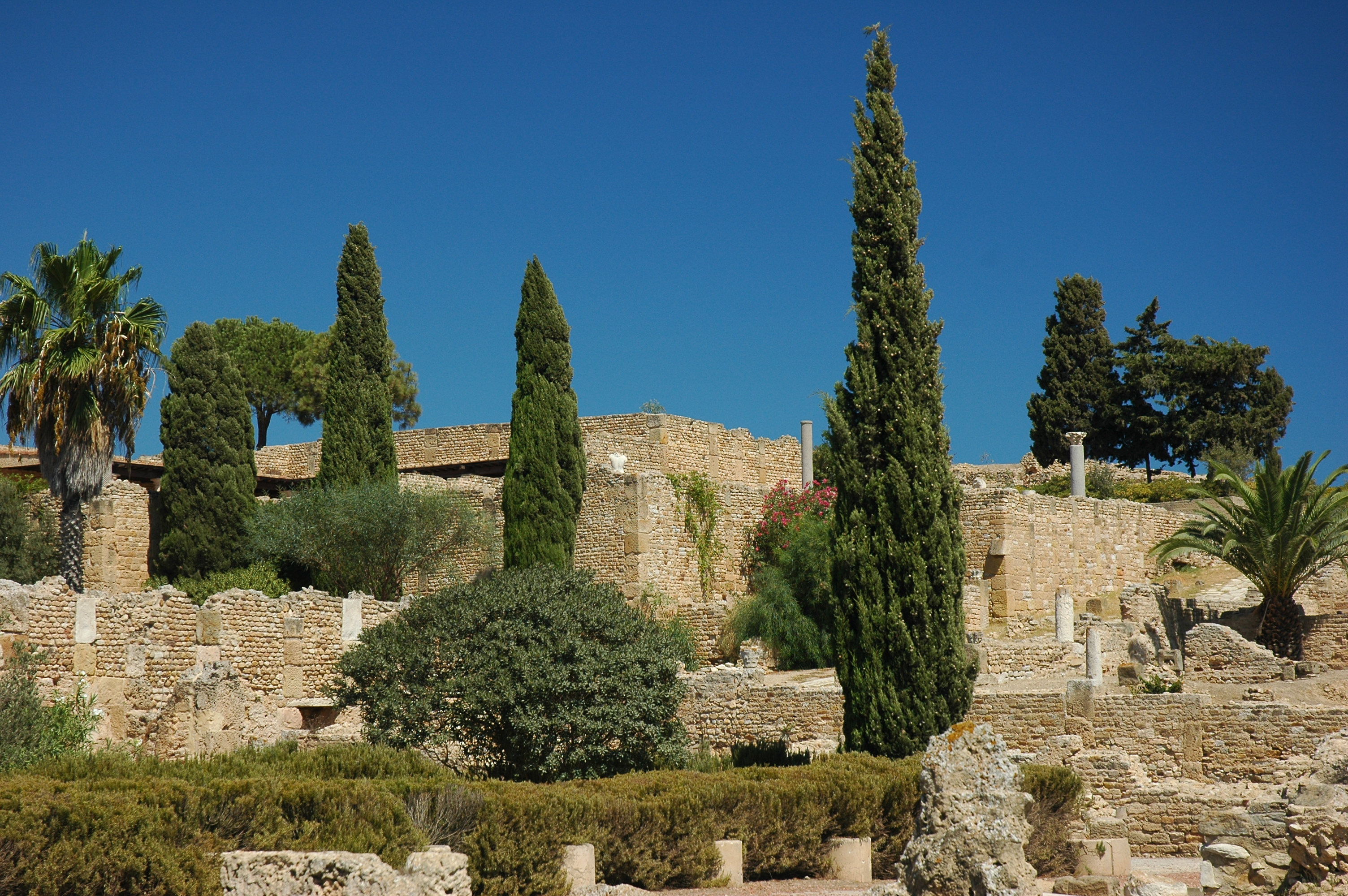
Ruïnes de Cartago al turó de l'Odeó

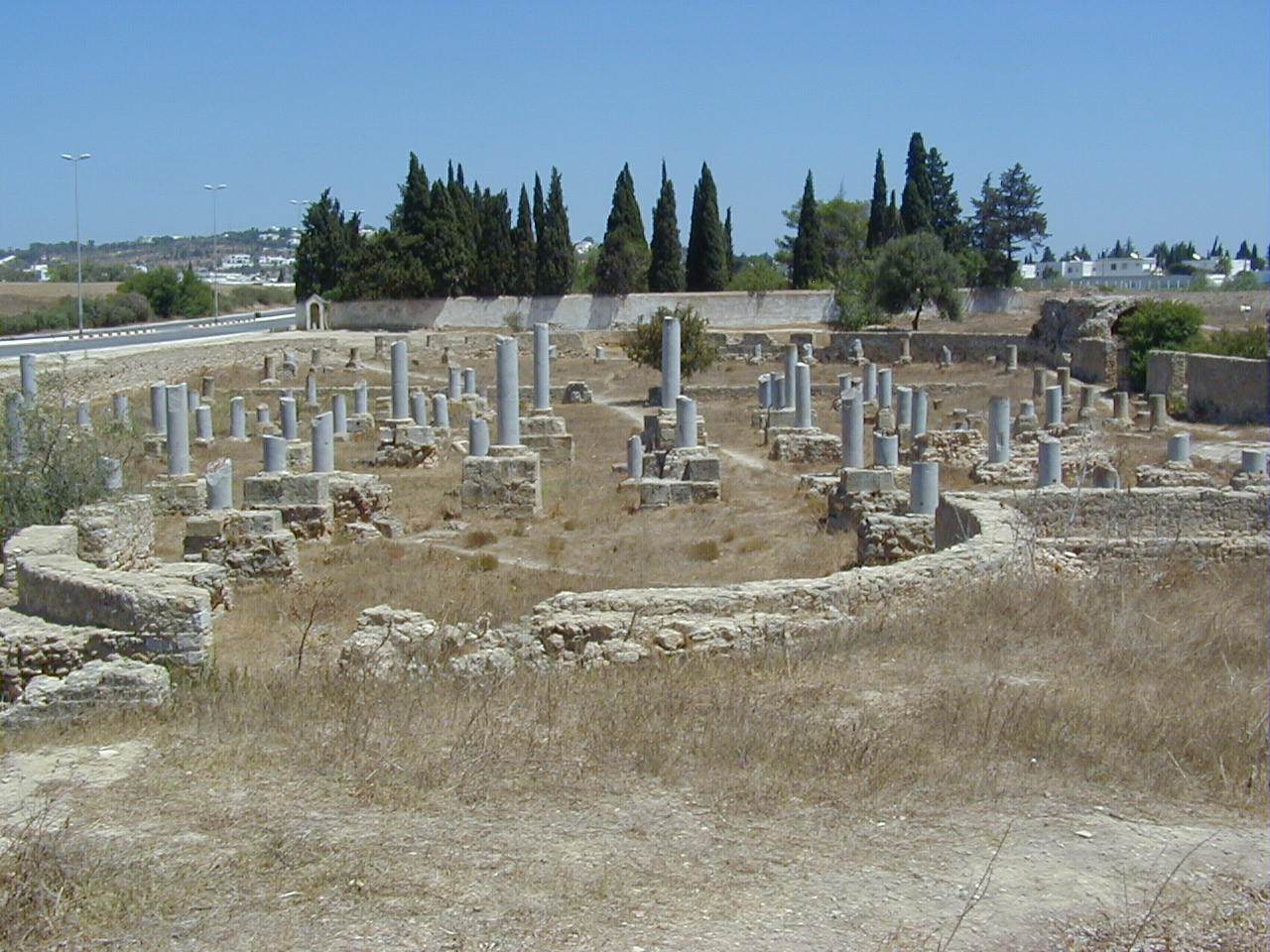
Basílica de Damous El Karita, edifici que testifica la difusió del cristianisme a Cartago

Després de la fundació de la colònia, la ciutat recupera ràpidament el rang i prosperitat d'antany, i es converteix en una de les ciutats més importants de l'Imperi Romà. L'enriquiment es deu a les exportacions de blat i oli d'oliva a Roma, i arriba al zenit amb la dinastia Severa, entre els segles ii i iii.
La població s'estima entre 100.000 i 200.000 habitants, als segles I i II; arriba als 300.000 després de la conquista vàndala, per a una ciutat de 321 hectàrees de superfície.
El cristianisme s'hi implanta fermament, abans i tot de Constantí I. Les persecucions imperials produeixen màrtirs des de finals del segle ii.Cebrià de Cartago, el seu primer bisbe, sofreix martiri el 258. Les persecucions de Dioclecià s'hi fan amb particular duresa.
És per això que esdevé el major centre espiritual d'Occident, i pàtria de Tertul·lià, sant Cebrià, o Aureli de Cartago.
Una sèrie de concilis de Cartago comença uns anys després, amb la participació de 70 bisbes. Tertul·lià se separa del corrent principal representat pel bisbe de Roma, cisma més greu que el dels donatistes. Hi segueixen persecucions i apostasies de certs membres de l'Església, entre ells el bisbe de Cartago. Contra ells lluità reiteradament Agustí d'Hipona. El 397, es va confirmar el cànon bíblic de l'Església d'Occident en el concili de Cartago.

## Segle vàndal

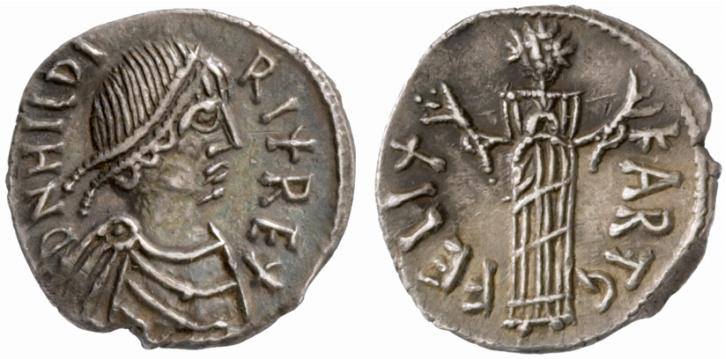
Moneda de plata del rei vàndal Hilderic

Cartago i els altres centres de la província són conquistats el 439 per les tropes vàndales del rei Genseric, que venç al general romà d'Orient Bonifacio, i fa de Cartago la capital del seu regne. Genseric és arrià, un heretge per al catolicisme instituït. El període vàndal coincideix amb una tornada a les persecucions, encara que se n'ha de ser prudent sobre l'abast. Les fonts són essencialment catòliques, i subjectes a acusacions de parcialitat. Certes fonts, però, donen testimoniatge de treballs urbans que difícilment poden comprovar-se, donat l'estat de les restes.
Després d'un intent fallit de conquesta al segle v, els romans d'Orient de Justinià vencen als vàndals al segle VI. El 15 d'octubre de 533, el general romà d'Orient Belisari entra a Cartago, i evita el saqueig de la ciutat.

## Cartago romana d'Orient

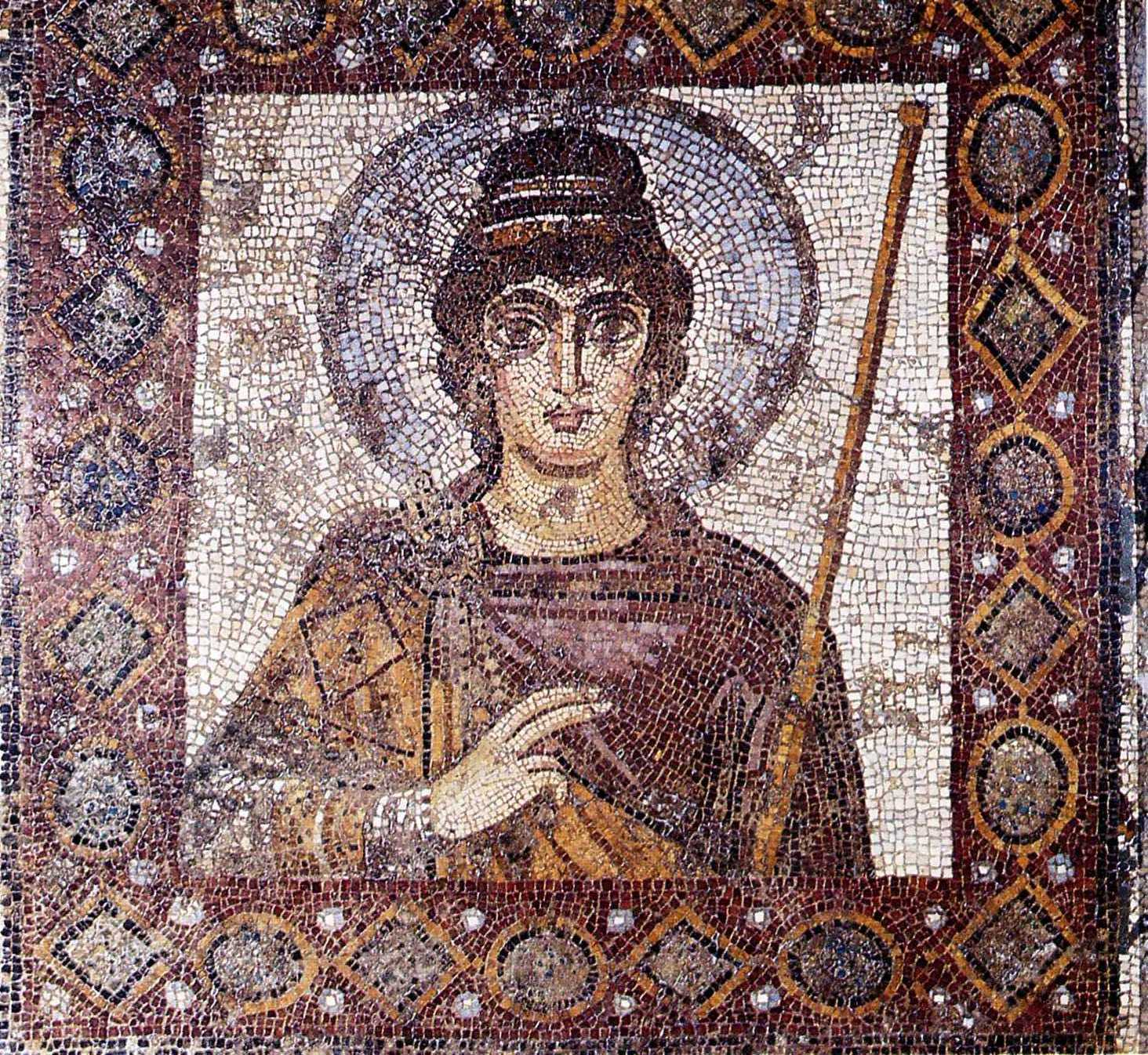
La Dama de Cartago, mosaic del, Museu Nacional de Cartago

Justinià instal·la a Cartago la seu de la seva diòcesi d'Àfrica, i intenta restaurar la ciutat i la província. Com a conseqüència de la crisi monotelista, els emperadors romans d'Orient, oposats a l'Església d'Àfrica, s'allunyen de Cartago.
Sota el regnat de l'emperador Maurici, Cartago es converteix en exarcat, a imatge de Ravenna a Itàlia. Els dos exarcats constitueixen els baluards de l'Imperi Romà d'Orient, perquè representen els últims territoris que posseeixen encara a Occident. Al principi del segle vii, l'exarca de Cartago, d'origen armeni, Heracli, aconsegueix enderrocar l'emperador Focas.
L'exarcat romà d'Orient no pot, però, resistir la conquesta musulmana del Magrib del segle vii. El primer atac es llança des d'Egipte, sense massa èxit, el 647. Una campanya més eficaç es duu a terme entre 670 i 683. El 698, l'exarcat de Cartago és sotmès per Hassan Ibn Numan, al capdavant d'un exèrcit de 140.000 soldats. El governador omeia destrueix Cartago, com van fer els romans el 146 ae, i funda Kairuan, que la substitueix com a centre regional. La destrucció de l'exarcat de Cartago marca el final de la influència romana i romana d'Orient al nord d'Àfrica, i l'ascens de l'islamisme al Magrib.